# A Gumimacik epizódjainak listája
Ez a lap a Gumimacik című sorozat epizódjait mutatja be. Az első szám az egyesült államokbeli premierek sorrendjét, a második pedig a Disney hivatalos, nemzetközi sorrendjét mutatja (USA/Disney).

## Évados áttekintés
| Évad | Évad | Epizód | Történet | Évadpremier          | Évadzárás          |
| ---- | ---- | ------ | -------- | -------------------- | ------------------ |
|      | 1    | 13     | 21       | 1985. szeptember 14. | 1985. december 21. |
|      | 2    | 8      | 12       | 1986. szeptember 13. | 1986. november 29. |
|      | 3    | 8      | 14       | 1987. szeptember 12. | 1987. december 19. |
|      | 4    | 10     | 16       | 1988. szeptember 10. | 1988. december 17. |
|      | 5    | 8      | 12       | 1989. szeptember 9.  | 1989. december 16. |
|      | 6    | 18     | 20       | 1990. január 6.      | 1991. február 22.  |

## Évadok

### Első évad (1985)
| Sorszám | Évad | Hivatalos magyar Eredeti angol cím                        | Magyar bemutató   | Eredeti bemutató     | Gyártási kód |
| --- | ---- | --------------------------------------------------------- | ----------------- | -------------------- | ------------ |
| 1. | 1.   | „A kezdet kezdete” “A New Beginning”                      | 1992. január 5.   | 1985. szeptember 14. | 101          |
| Az első részben megismerjük Dunwyn királyságát, és a gonosz Igthorn herceget, aki katapulttal próbálja bevenni Dunwyn-t. Feltűnnek a gumimacik és a csodaszörpjük.                                                     |      |                                                           |                   |                      |              |
| 2a. | 2a.  | „A kővé vált macik” “The Sinister Sculptor”               | 1992. március 15. | 1985. szeptember 21. | 102a         |
| Egy gonosz szobrász varázsporral bármit kővé tud változtatni, amit aztán jó pénzért elad: a gumimacikat is. |      |                                                           |                   |                      |              |
| 2b. | 2b.  | „Az első varázsige” “Zummi Makes it Hot”                  | 1992. március 15. | 1985. szeptember 21. | 102b         |
| Elapad az ivóvíz a gumimacik házában, elindulnak az ősgumimacik vízerőművéhez. Zummi megpróbálja a varázstudományát fejleszteni.                                                                                       |      |                                                           |                   |                      |              |
| 3a. | 3a.  | „A hétmérföldes sárkányláb” “Someday My Prints Will Come” | 1992. március 22. | 1985. szeptember 28. | 103a         |
| Tummi és Zummi titkos barlangot találnak, ahol egy óriási sárkányláb-szerkezet pihen. Beindítani sikerül, de megállítani... azt lehetetlen.                                                                            |      |                                                           |                   |                      |              |
| 3b. | 3b.  | „A bűvös síp” “Can I Keep Him?”                           | 1992. március 22. | 1985. szeptember 28. | 103b         |
| Cubbi maci bűvős sípja egy vizisárkányt csal elő a tóból. A gonosz Igthorn megpróbálja elorozni a sípot, hogy a sárkánnyal megtámadja Dunwyn-t.                                                                        |      |                                                           |                   |                      |              |
| 4 | 4    | „Sunni aranykalitkában” “A Gummi in a Gilded Cage”        | 1992. január 12.  | 1985. október 5.     | 104          |
| Sunni énekesnői babérokra vágyik, mindeközben a gonosz Keselyű-király új énekesmadarat keres magának. |      |                                                           |                   |                      |              |
| 5a. | 5a.  | „A jövendőmondó” “The Oracle”                             | 1992. január 19.  | 1985. október 12.    | 105a         |
| Tummi-t szigorú fogyókúrára fogják. Étel után kutatva egy régi óriásszoborba mászik, amit Igthorn és a szörnyek jövendőmondónak hisznek.                                                                               |      |                                                           |                   |                      |              |
| 5b. | 5b.  | „A csodálatos smaragd” “When You Wish Upon a Stone”       | 1992. január 19.  | 1985. október 12.    | 105b         |
| Kevin hős lovag szeretne lenni, Cubbi pedig nagyobb. Létezik egy csoda-smaragd egy barlangban, ami bármilyen kívánságot valóra vált, de egy óriás őrzi.                                                                |      |                                                           |                   |                      |              |
| 6. | 6.   | „A varázskalpag” “A Gummi by Any Other Name”              | 1992. január 26.  | 1985. október 26.    | 106          |
| Zummi varázskalapot ad ajándékba Sunninak: azzá változik, akinek kiejti a nevét. Sunni szeretne királylánnyá változni, miközben az igazi királylányt elrabolják.                                                       |      |                                                           |                   |                      |              |
| 7a. | 7a.  | „Loopy, szabad vagy” “Loopy, Go Home”                     | 1992. február 2.  | 1985. november 2.    | 107a         |
| |      |                                                           |                   |                      |              |
| 7b. | 7b.  | „Halihó, vadászni jó!” “A-Hunting We Will Go”             | 1992. február 2.  | 1985. november 2.    | 107b         |
| Gregor király és Sir Tuxford vadásztörténeteket mesélgetnek. Mindeközben egy rettenetes vadkan szabadul el az erdőben.                                                                                                 |      |                                                           |                   |                      |              |
| 8a. | 8a.  | „A tolvaj kotlós” “The Fence Sitter”                      | 1992. február 9.  | 1985. november 9.    | 108a         |
| Veszedelmes madár tűnik fel: imádja a gumibogyót. Ha mind megeszi, nincs több gumibogyószörp. |      |                                                           |                   |                      |              |
| 8b. | 8b.  | „A vízköpő” “Night of the Gargoyle”                       | 1992. február 9.  | 1985. november 9.    | 108b         |
| Gregor király különös ajándékot kap: egy vízköpő szobrát. Teliholdkor életre kel a szobor, és megpróbálja megölni a királyt.                                                                                           |      |                                                           |                   |                      |              |
| 9. | 9.   | „A titkos recept” “The Secret of the Juice”               | 1992. február 16. | 1985. november 23.   | 109          |
| Igthorn herceg mindenáron meg akarja tudni a gumibogyószörp receptjét. Grammi továbbadja a titkot Sunninak. |      |                                                           |                   |                      |              |
| 10a. | 10a. | „A kétarcú gumimaci” “Sweet and Sour Gruffi”              | 1992. február 23. | 1985. november 30.   | 110a         |
| Zummi varázslattal próbál javítani Gruffi modorán. Azonban a varázslat visszájára fordul, ha valaki kiejti a "köszönöm" szót.                                                                                          |      |                                                           |                   |                      |              |
| 10b. | 10b. | „Varázslók vetélkedője” “Duel of the Wizards”             | 1992. február 23. | 1985. november 30.   | 110b         |
| Fura varázsló tűnik fel Dunwynban. Mikor elveszíti a haza-teleportáló kulcsát, mindent felforgat, hogy megtalálja. Zummi és Gruffi megvédik az otthonukat.                                                             |      |                                                           |                   |                      |              |
| 11a. | 11a. | „Az okos pásztorlány” “What You See is Me”                | 1992. március 1.  | 1985. december 7.    | 111a         |
| Tummi maci menekülés közben egy vak pásztorlány kunyhójában keres menedéket. Igthorn és a szörnyei azonban oda is követik őt.                                                                                          |      |                                                           |                   |                      |              |
| 11b. | 11b. | „Gyagyás a pácban” “Toadie's Wild Ride”                   | 1992. március 1.  | 1985. december 7.    | 111b         |
| Igthorn herceg kihajítja a várából Tódit, aki véletlenül felfedezi a gumimacik otthonát. Egyedül Tummi veszi őt észre, de senki nem hisz neki.                                                                         |      |                                                           |                   |                      |              |
| 12a. | 12a. | „A robbanó buborék” “Bubble Trouble”                      | 1992. március 8.  | 1985. december 14.   | 112a         |
| Sunni sárkánybébire akad, aki véletlenül lenyeli a gumibogyószörpjét, ettől robbanó buborékokat csuklik. Igthorn herceg ezt akarja felhasználni.                                                                       |      |                                                           |                   |                      |              |
| 12b. | 12b. | „Az álomkobold nyomában” “Gummi in a Strange Land”        | 1992. március 8.  | 1985. december 14.   | 112b         |
| Gruffi-t elaltatja egy álomhozó kobold mézgyűjtés közben. Grammire és Cubbira vár a feladat, hogy Drekmore bizarr vidékén megleljék a koboldot.                                                                        |      |                                                           |                   |                      |              |
| 13. | 13.  | „Az ősmacik üzenete” “Light Makes Right”                  | 1992. március 29. | 1985. december 21.   | 113          |
| A gumimacik ráakadnak egy csodás szerkezetre, ami fényjelekkel tud üzenni a távolba: a gumiszkópra. Azonban Igthorn herceg szintén tudomást szerez a gépről...és arról is, hogy nem csak üzenetküldésre használható... |      |                                                           |                   |                      |              |

### Második évad (1986)
| Sorszám | Évad | Hivatalos magyar Eredeti angol cím                             | Magyar bemutató   | Eredeti bemutató     | Gyártási kód |
| --- | ---- | -------------------------------------------------------------- | ----------------- | -------------------- | ------------ |
| 14. | 1.   | „Az égből pottyant vendég” “Up, Up, and Away”                  | 1992. április 5.  | 1986. szeptember 13. | 201          |
| Egy különös léghajó zuhan le Dunwynban, nem messze a gumimacik otthonától. Kiderül, hogy az utasa szintén egy gumimaci, az utolsó a településen, ahol élt. Felajánlja a maciknak, hogy elviszi őket az ősgumimacikhoz, ám a gonosz Igthorn meg akarja kaparintani a léghajót, hogy fegyverként használhassa. |      |                                                                |                   |                      |              |
| 15a. | 2a.  | „Tummi felgyorsul” “Faster Than a Speeding Tummi”              | 1992. április 12. | 1986. szeptember 20. | 202a         |
| Tummi túlságosan lassan mozog, megkéri Zummit, hogy varázslattal gyorsítsa fel őt. A varázslatnak viszont mellékhatása is van. |      |                                                                |                   |                      |              |
| 15b. | 2b.  | „A kőarcú vadász” “For a Few Sovereigns More”                  | 1992. április 12. | 1986. szeptember 20. | 202b         |
| A zsarnok Igthorn felbérel egy vadászt, hogy gumimacit fogjon neki. A bérét azonban nem hajlandó kifizetni, ami súlyos hibának bizonyul. |      |                                                                |                   |                      |              |
| 16a. | 3a.  | „Kaland a postakocsin” “Over the River and Through the Trolls” | 1992. április 19. | 1986. október 4.     | 203a         |
| |      |                                                                |                   |                      |              |
| 16b. | 3b.  | „Az alvó kastély” “You Snooze, You Lose”                       | 1992. április 19. | 1986. október 4.     | 203b         |
| Igthorn és Gyagyás Tódi altató főzetétől elalszik Dunwyn népe, kivéve Kála királylányt, és Kevin-t. Egy órán keresztül védeniük kell a várat a szörnyek ellen. |      |                                                                |                   |                      |              |
| 17 | 4    | „A bíborköpenyes bajnok” “The Crimson Avenger”                 | 1992. április 26. | 1986. október 11.    | 204          |
| Cubbi maci bíbor maskarát ölt, és önjelölt szuperhősként próbál megfékezni egy gaz rablót, aki Kevin-t is tömlöcbe juttatta. |      |                                                                |                   |                      |              |
| 18a. | 5a.  | „A robotlovag” “A Hard Dazed Knight .”                         | 1992. május 3.    | 1986. október 18.    | 205a         |
| A gaz Igthorn herceg egy kristálytojással elrabolja Gregor király lelkét. Kála királylány és Gruffi maci egy ódon robotlovaggal próbálják meg visszaszerezni. |      |                                                                |                   |                      |              |
| 18b. | 5b.  | „A titkos kotyvalék” “Do Unto Ogres”                           | 1992. május 3.    | 1986. október 18.    | 205b         |
| Sunni növesztő-folyadékot talál fel, ami képes növényeket, sőt, még szörnyeket is óriásivá növelni. Mikor Gyagyás Tódira is hatással lesz a kotyvalék, elindul, hogy kiszabadítsa Sunni-t Drekmore-ből. |      |                                                                |                   |                      |              |
| 19. | 6.   | „Az ellopott varázskódex” “For Whom the Spell Holds”           | 1992. május 10.   | 1986. október 25.    | 206          |
| Zummi új fejezethez ér a nagy kódexben. Egy gonosz varázsló, akit az ősgumimacik mélyen a föld alatt ejtettek csapdába, meg akarja szerezni, hogy kiszabadulhasson. |      |                                                                |                   |                      |              |
| 20a. | 7a.  | „Az elveszett törpemacik” “Little Bears Lost”                  | 1992. május 17.   | 1986. november 15.   | 207a         |
| Egy félresikerült varázslat miatt Zummi és Grammi összemennek. Egy órájuk van, hogy megtalálják az ellenvarázsigét. |      |                                                                |                   |                      |              |
| 20b. | 7b.  | „Az előkelő vendég” “Guess Who's Gumming to Dinner?”           | 1992. május 17.   | 1986. november 15.   | 207b         |
| A gumimacik őszbúcsúztató ünnepélyre készülnek. Sunni azt szeretné, olyan legyen, mint Kála első bálja. |      |                                                                |                   |                      |              |
| 21. | 8.   | „A hajótöröttek” “My Gummi Lies Over the Ocea”                 | 1992. május 24.   | 1986. november 29.   | 208          |
| Gruffi és Tummi hajókázás közben egy magányos szigeten hajótörést szenvednek, ahol találkoznak Gusto macival. |      |                                                                |                   |                      |              |

### Harmadik évad (1987)
| Sorszám | Évad | Hivatalos magyar Eredeti angol cím                      | Magyar bemutató  | Eredeti bemutató     | Gyártási kód |
| --- | ---- | ------------------------------------------------------- | ---------------- | -------------------- | ------------ |
| 22a. | 1a.  | „Óvakodj az édességtől!” “Too Many Cooks”               | 1992. május 31.  | 1987. szeptember 12. | 301a         |
| A királyi szakács karamellcukorkát készít a királynak. A gumimacik megpróbálják ellesni a titkos receptet. |      |                                                         |                  |                      |              |
| 22b. | 1b.  | „Zsarnokot is érhet baleset” “Just a Tad Smarter”       | 1992. május 31.  | 1987. szeptember 12. | 301b         |
| Egy Taréj nevű szörny átveszi a hatalmat Drekmore-ban. A gumimacik kénytelenek visszajuttatni Igthorn-t a trónra, hogy megmentsék a gumibogyó-bokraikat.                                                             |      |                                                         |                  |                      |              |
| 23a. | 2a.  | „Más bőrében” “If I Were You”                           | 1992. június 14. | 1987. szeptember 19. | 303a         |
| Tummi-nak szülinapja van, azonban úgy tűnt, mindenki elfeledkezett róla. Igthorn eközben személyiség-váltó varázspálcához jut.                                                                                       |      |                                                         |                  |                      |              |
| 23b. | 2b.  | „Marcipán, a boszorkány” “Eye of the Beholder”          | 1992. június 14. | 1987. szeptember 19. | 303b         |
| Egy gonosz boszorkány jelenik meg Dunwyn-ban, és hipnotizál mindenkit. Egyetlen gyenge pontja van: a cukor. |      |                                                         |                  |                      |              |
| 24a. | 3a.  | „A varázslótanonc” “Presto Gummo”                       | 1992. június 21. | 1987. szeptember 26. | 304a         |
| Tummi szeretne megtanulni varázsolni, Cubbi pedig a maga módján próbál segíteni neki. Gond akkor adódik, mikor összetalálkoznak Igthorn herceggel.                                                                   |      |                                                         |                  |                      |              |
| 24b. | 3b.  | „Az arany almafa” “A Tree Grows in Dunwyn”              | 1992. június 21. | 1987. szeptember 26. | 304b         |
| A gumimacik segítenek egy almafát Dunwyn-ba szállítani, amiben azonban a koboldok rejtett aranya volt. A koboldok megtámadják a macikat, és rákényszerítik őket, hogy lopják vissza az aranyat a király kincstárból. |      |                                                         |                  |                      |              |
| 25 | 4    | „A fák bosszúja” “Day of the Beevilweevils”             | 1992. június 7.  | 1987. október 3.     | 302          |
| Egy nagy raj zsizsik tarrá rágja a gumibogyó-bokrokat, a gumimaciknak el kell menniük a Karmos-erdőbe palántákért. Azonban az ott élő fák nem túl barátságosak.                                                      |      |                                                         |                  |                      |              |
| 26a. | 5a.  | „Sellike, a hableány” “Water Way to Go”                 | 1992. július 12. | 1987. október 10.    | 307a         |
| Sunni megismerkedik egy Sellike nevű hableánnyal, akinek varázslatos kürtje uszonyatos víziszörnyet képes előszólítani. Igthorn herceg pont erre vágyik!                                                             |      |                                                         |                  |                      |              |
| 26b. | 5b.  | „Pánik az erdőben” “Close Encounters of the Gummi Kind” | 1992. július 12. | 1987. október 10.    | 307b         |
| Gruffi és Gusto gumimaci-bábút készít, amivel a szörnyek figyelmét tudják elterelni. A bábut viszont egyre több ember is észreveszi, és hajkurászni kezdi.                                                           |      |                                                         |                  |                      |              |
| 27a. | 6a.  | „Hószakáll” “Snows Your Old Man”                        | 1992. június 28. | 1987. október 31.    | 305a         |
| A tavasz csak nem akar eljönni Gummi-völgybe. Kiderül: ennek Hószakáll az oka, a tél királya. |      |                                                         |                  |                      |              |
| 27b. | 6b.  | „Kísértetjárás” “Boggling the Bears”                    | 1992. június 28. | 1987. október 31.    | 305b         |
| Alakváltó állatkák egy csoportja rábukkan a gumimacik otthonára, és tárgyaknak álcázva magukat odafészkelnek, hogy biztonságban legyenek az ordas farkastól.                                                         |      |                                                         |                  |                      |              |
| 28 | 7    | „A láthatatlan vár lovagjai” “The Knights of Gummadoon” | 1992. július 19. | 1987. december 5.    | 308          |
| Százévente egyszer megjelenik a Gummi-vár a völgyben. Igthorn herceg azonnal ostromot tervez ellene, Kevin segíteni próbál, a Gummi-vár lovagjai pedig nem bíznak az emberekben. Kitör-e a háború?                   |      |                                                         |                  |                      |              |
| 29a. | 8a.  | „A mókamanó” “Mirthy Me”                                | 1992. július 5.  | 1987. december 12.   | 306a         |
| Cubbi találkozik egy tréfálkozós manóval. A gumimacik csakhamar elkezdenek szemétségeket elkövetni a másik rovására.                                                                                                 |      |                                                         |                  |                      |              |
| 29b. | 8b.  | „A pótmama” “Gummi Dearest”                             | 1992. július 5.  | 1987. december 12.   | 306b         |
| Cubbi horgászás közben egy griffmadár-fészekre bukkan. Mikor Gruffi haza akarná vinni, az egyik tojás leesik a fészekből. Gruffi próbálja a griff-bébit menteni, a griffmama pedig Cubbiról hiszi, hogy a fiókája.   |      |                                                         |                  |                      |              |

### Negyedik évad (1988)
| Sorszám | Évad | Hivatalos magyar Eredeti angol cím                                     | Magyar bemutató     | Eredeti bemutató     | Gyártási kód |
| --- | ---- | ---------------------------------------------------------------------- | ------------------- | -------------------- | ------------ |
| 30. | 1.   | „A hét bátor gumimaci” “The Magnificent Seven Gummies”                 | 1992. július 26.    | 1988. szeptember 10. | 401          |
| A gumimacik keletre utaznak, hogy megvédjenek egy királyságot, amit egy gonosz sárkány terrorizál. |      |                                                                        |                     |                      |              |
| 31a. | 2a.  | „A bűvös duda” “Music Hath Charms”                                     | 1992. augusztus 2.  | 1988. szeptember 17. | 402a         |
| Igthorn herceg bűvös dudára tesz szert, ami bárkit hipnotizál. Az átmenetileg éppen megsüketült Grammit kivéve mindenkire hatással is lesz a dudaszó.                                                        |      |                                                                        |                     |                      |              |
| 31b. | 2b.  | „A jelmezverseny” “Dress for Success”                                  | 1992. augusztus 2.  | 1988. szeptember 17. | 402b         |
| Dunwyn-ban jelmez-verseny van, a gumimacik ideálisnak érzik az alkalmat, hogy elvegyüljenek kicsit az emberek között. Igthorn herceg is részt vesz a versenyen, robbanó kövekkel próbálja megölni a királyt. |      |                                                                        |                     |                      |              |
| 32a. | 3a.  | „A szellemlovag” “A Knight to Remember”                                | 1992. augusztus 9.  | 1988. szeptember 24. | 403a         |
| Cubbi egy rég halott gumimaci-lovag sírjára bukkan. A szelleme Cubbi segítségét kéri, hogy megállítsa a Világvége Óráját.                                                                                    |      |                                                                        |                     |                      |              |
| 32b. | 3b.  | „Válaszúton” “Gummies Just Want to Have Fun”                           | 1992. augusztus 9.  | 1988. szeptember 24. | 403b         |
| Grammi-nek elege van a házimunkából. Mikor egy régi barátja feltűnik, úgy dönt, neki is jár a szórakozás. Vajon otthagyja-e a családját emiatt?                                                              |      |                                                                        |                     |                      |              |
| 33a. | 4a.  | „Otthon, édes otthon” “There's No Place Like Home”                     | 1992. augusztus 16. | 1988. október 1.     | 404a         |
| A gumimaci-gyerekek piknikezni indulnak, csak épp alvóhelyet nem sikerül találni. Dunwyn kastélya ideális lenne, de épp patkányirtás folyik.                                                                 |      |                                                                        |                     |                      |              |
| 33b. | 4b.  | „A névtelen művész” “Color Me Gummi”                                   | 1992. augusztus 16. | 1988. október 1.     | 404b         |
| Gregor király portrét rendel egy tehetséges művésztől, aki nem más, mint Gusto maci. Hogy tudná lefesteni a királyt, hogy észre ne vegyék őt?                                                                |      |                                                                        |                     |                      |              |
| 34. | 5.   | „Aki utoljára nevet” “He Who Laughs Last”                              | 1992. augusztus 23. | 1988. október 15.    | 405          |
| Kevin nagyapja fogadást köt: bizonyítékot szerez a gumimacik létezésére. A gumimaci-medál tökéletes volna, de mi van, ha rossz kezekbe kerül?                                                                |      |                                                                        |                     |                      |              |
| 35a. | 6a.  | „Tummi állja a sarat” “Tummi's Last Stand”                             | 1992. november 29.  | 1988. október 29.    | 406a         |
| Igthorn és a szörnyei hajtóvadászatot indítanak a gumimacik után. Tummi és Cubbi eközben ősgumimaci-kiképzőbarlangra talál rá.                                                                               |      |                                                                        |                     |                      |              |
| 35b. | 6b.  | „A bíborköpenyes bajnok visszatér” “The Crimson Avenger Strikes Again” | 1992. november 29.  | 1988. október 29.    | 406b         |
| Gruffi ráparancsol Cubbira, hogy dobja ki a bíborköpenyes jelmezt, amit Gyagyás Tódi talál meg. Igthorn herceg eközben Kála királylány elrablását tervezi.                                                   |      |                                                                        |                     |                      |              |
| 36a. | 7a.  | „A szörnybébik” “Ogre Baby Boom”                                       | 1992. december 6.   | 1988. november 12.   | 407a         |
| Babahintőpor esik a gumibogyószörpös üstbe, ettől fiatalító szer válik belőle. Mikor a szörnyek érintkezésbe kerülnek vele, szörny-babákká válnak mind.                                                      |      |                                                                        |                     |                      |              |
| 36b. | 7b.  | „A fehér lovag” “The White Knight”                                     | 1992. december 6.   | 1988. november 12.   | 407b         |
| A jóságos Fehér Lovag Dunwyn-ba látogat, hogy kitüntetést vegyen át. Azonban Igthorn megzsarolja: ha nem juttatja be őket a várba, elárulja országnak-világnak, hogy ők ketten testvérek.                    |      |                                                                        |                     |                      |              |
| 37a. | 8a.  | „Rossz szomszédság” “Good Neighbor Gummi”                              | 1992. december 13.  | 1988. december 3.    | 408a         |
| Rablóbanda tanyázik le a gumimacik hajléka mellett. Bár Kevin értesíti a királyt, Gruffi mégis maga szeretné megoldani a problémát.                                                                          |      |                                                                        |                     |                      |              |
| 37b. | 8b.  | „A lovagi torna” “Girl's Knight Out”                                   | 1992. december 13.  | 1988. december 3.    | 408b         |
| Gregor király lovagi tornát szervez, hogy állandó védelmezőt állítson Kála királylány mellé. Ez komoly veszélyt jelent a macikra, így Kála is részt vesz a tornán.                                           |      |                                                                        |                     |                      |              |
| 38. | 9.   | „A lebegő sziget” “Top Gum”                                            | 1992. december 20.  | 1988. december 10.   | 409          |
| Cubbi egy lebegő szigetről hall, ahol léglakók élnek. Szeretne megtanulni repülni, hogy találkozhasson velük.                                                                                                |      |                                                                        |                     |                      |              |
| 39. | 10.  | „Tengerre, macik!” “Gummi's at Sea”                                    | 1992. december 27.  | 1988. december 17.   | 410          |
| A gumimacik ősgumimaci-tengeralattjáróra bukkannak. Ezzel el tudnának jutni az ősgumimacikhoz. Igthorn herceg azonban inkább Gregor király hajóját süllyesztené el vele.                                     |      |                                                                        |                     |                      |              |

### Ötödik évad (1989)
| Sorszám | Évad | Hivatalos magyar Eredeti angol cím                          | Magyar bemutató   | Eredeti bemutató     | Gyártási kód |
| --- | ---- | ----------------------------------------------------------- | ----------------- | -------------------- | ------------ |
| 40a. | 1a.  | „A csodadoktor” “A Gummi a Day Keeps the Doctor Away”       | 1993. január 3.   | 1989. szeptember 9.  | 501a         |
| Tummi megsajnál egy csodaelixírt gyártó orvost, akinek nincs szerencséje, és feljavítja gumibogyószörppel az italát. Igthorn herceg csak erre vár!                             |      |                                                             |                   |                      |              |
| 40b. | 1b.  | „Ne ébreszd fel az alvó óriást!” “Let Sleeping Giants Lie”  | 1993. január 3.   | 1989. szeptember 9.  | 501b         |
| Egy gonosz óriás alszik a közeli hegyben, minden télen altatószert kell bedobni hozzá. Idén Sunni és Cubbi nem járnak sikerrel, és az óriás felébred.                          |      |                                                             |                   |                      |              |
| 41. | 2.   | „Utazás Medvédiába” “Road to Ursalia”                       | 1993. január 10.  | 1989. szeptember 16. | 502          |
| Egy égő gyertya miatt megsemmisül a nagy varázskódex. Gruffi vállalkozik rá, hogy elutazik Medvédiába, az ősgumi-könyvtárba, és hoz egy másodpéldányt.                         |      |                                                             |                   |                      |              |
| 42a. | 3a.  | „Híd a Gumi-folyón” “Bridge on the River Gummi”             | 1993. január 17.  | 1989. szeptember 23. | 503a         |
| Az öreg híd leszakad Grammi és Sunni alatt, kis híján lezuhannak. Gruffi elhatározza: olyan hidat épít, ami évszázadokig állni fog. Igthorn herceg nagy örömére.               |      |                                                             |                   |                      |              |
| 42b. | 3b.  | „Légy ott Drekmore-ban” “Life of the Party”                 | 1993. január 17.  | 1989. szeptember 30. | 503b         |
| Sunni és Cubbi a mesés Kipp-kopp fa nyomába ered, hogy ragasztóanyagot szerezzen a gyantájából. Eközben Igthorn herceg és Lady Vészi összeesküvést szőnek Gregor király ellen. |      |                                                             |                   |                      |              |
| 43a. | 4a.  | „Országomat egy sütiért” “My Kingdom for a Pie”             | 1993. február 14. | 1989. október 7.     | 504a         |
| Tummi macit tőrbe csalják finom ételekkel. Igthorn herceg megpróbálja rávenni, hogy árulja el, hol a rejtekhelyük.                                                             |      |                                                             |                   |                      |              |
| 43b. | 4b.  | „Mint két gumibogyó” “The World According to Gusto”         | 1993. február 14. | 1989. október 21.    | 504b         |
| Cubbi unja már, hogy Gruffi túl szigorú hozzá. Elhatározza, odaköltözik Gusto-hoz, hogy kicsit szabályok nélkül éljen.                                                         |      |                                                             |                   |                      |              |
| 44. | 5.   | „Szörny egy napra” “Ogre for a Day”                         | 1993. február 28. | 1989. november 4.    | 505          |
| Igthorn herceg Dunwyn megtámadását tervezi - már megint. Kevint szörnnyé változva beküldik, hogy kikémlelje Igthorn tervét.                                                    |      |                                                             |                   |                      |              |
| 45a. | 6a.  | „Egy királylány keservei” “Princess Problems”               | 1993. március 7.  | 1989. november 11.   | 506a         |
| A francia király ellátogat Dunwyn-ba, azonban a kiállhatatlan természetű Mary királylánynak hála, a két nemzet csakhamar ellenséggé válik.                                     |      |                                                             |                   |                      |              |
| 45b. | 6b.  | „Macinak maci a barátja” “A Gummi is a Gummi's Best Friend” | 1993. március 7.  | 1989. november 18.   | 506b         |
| Gusto olyan élethű szobrot formáz Zummi maciról, hogy mind Gruffi, mind Lady Vészi azt hiszi, az igazi Zummi vált kővé.                                                        |      |                                                             |                   |                      |              |
| 46. | 7.   | „A kincskeresők” “Beg, Burrow, and Steal”                   | 1993. március 14. | 1989. december 9.    | 507          |
| Tummi és Cubbi kincsvadászatra indulnak egy ősgumimaci vakond-géppel. A koboldok megkaparintják a vakond-masinát, hogy megszerezzék a koronaékszereket.                        |      |                                                             |                   |                      |              |
| 47. | 8.   | „Visszatérés Medvédiába” “Return to Ursalia”                | 1993. május 9.    | 1989. december 16.   | 508          |
| Medvédiát újra gumimacik lakják: barbárok a Barbár-erdőből. Egy veszedelmes kürt van a birtokukban, ami Igthorn hercegnek igencsak jól jönne Dunwyn ellen.                     |      |                                                             |                   |                      |              |

### Hatodik évad (1990-1991)
| Sorszám | Évad | Hivatalos magyar Eredeti angol cím                                  | Magyar bemutató      | Eredeti bemutató     | Gyártási kód |
| --- | ---- | ------------------------------------------------------------------- | -------------------- | -------------------- | ------------ |
| 48a. | 1a.  | „Az álgumimaci” “Never Give A Gummi An Even Break”                  | 1993. augusztus 1.   | 1990. január 6.      | 610b         |
| Egy mutatványos és manó segédje gumimaci-álarcban próbálja palira venni az embereket. Grammi azonban igazi gumimacinak hiszi, és el is viszi őt magukhoz.                                                                          |      |                                                                     |                      |                      |              |
| 48b. | 1b.  | „Rontom-bontom masina” “A Gummi's Work Is Never Done”               | 1993. május 16.      | 1990. szeptember 10. | 604          |
| Gruffi és Grammi összekapnak, kinek nehezebb a dolga, és egy napra helyet cserélnek. Gyagyás Tódi egy gyilkos masina tervrajzára bukkan rá, amivel Dunwyn-t könnyűszerrel el lehetne foglalni, csak nincs, aki megépítse.          |      |                                                                     |                      |                      |              |
| 49a. | 2a.  | „Tummi barát” “Friar Tum”                                           | 1993. augusztus 1.   | 1990. szeptember 12. | 610a         |
| Tummi véletlenül egy monostorba kerül, ahol szerzetesnek hiszik őt. A három gonosz kobold szintén szerzetesi ruhát ölt, hogy kifossza az embereket.                                                                                |      |                                                                     |                      |                      |              |
| 49b. | 2b.  | „A lovagi torna” “Tuxford's Turnaround”                             | 1993. március 21.    | 1990. szeptember 18. | 601          |
| A lovagi tornán Sir Tuxford képviseli Dunwyn-t, azonban úgy érzi, kiöregedett a lovagkorból. Eközben a gumimacik egyik titkos átjárója nyitva marad, és a rendbehozatalhoz idő kell.                                               |      |                                                                     |                      |                      |              |
| 50. | 3.   | „Hódító Tódi” “Toadie the Conqueror”                                | 1993. április 11.    | 1990. szeptember 19. | 603          |
| Igthorn herceg varázserejű páncélra bukkan, ami olyan kicsi azonban, hogy csak Tódira jó. Gyagyás Tódi csakhamar legyőzhetetlenné válik, és átveszi Dunwyn-ban az uralmat.                                                         |      |                                                                     |                      |                      |              |
| 51. | 4.   | „Varázsigék félálomban” “Zummi in Slumberland”                      | 1993. május 23.      | 1990. november 6.    | 605a         |
| Zummi megpróbál minél több varázsigét fejből megtanulni. Ennek hála, álmában is varázsolni kezd. |      |                                                                     |                      |                      |              |
| 52. | 5.   | „A bűvös takaró” “Patchwork Gummi”                                  | 1993. július 4.      | 1990. szeptember 26. | 606          |
| A gumimacik egy bűverejű takaróra lelnek egy ládában. Sunni meg akarja mutatni Kálának, de útközben elveszíti. Lady Vészihez kerül, aki rájön: iszonyú vihar támasztható a takaró bűverejével.                                     |      |                                                                     |                      |                      |              |
| 53. | 6.   | „Kékszeder kalandjai” “Thornberry to the Rescue”                    | 1993. március 28.    | 1990. október 19.    | 602          |
| Kékszeder gróf ellátogat Gummi-völgybe, és sok fejfájást okoz a gumimaciknak. Egy balesete alkalmával összetör egy alagutat lezáró pecsétet, és egy gonosz óriáspók szabadul rá a gumimacikra. Csak ő és Kevin menthetik meg őket! |      |                                                                     |                      |                      |              |
| 54. | 7.   | „A bíborköpenyes bajnok visszatér” “Once More, The Crimson Avenger” | 1993. július 25.     | 1990. november 5.    | 609          |
| Egy tolvajbanda bukkan fel Dunwyn-ban, aki csokipénzekkel cseréli ki az igaziakat. Cubbi hiába próbálkozik, rendszeresen felsül ellenük. Vajon képes lesz-e végül győzni?                                                          |      |                                                                     |                      |                      |              |
| 55. | 8.   | „Főzni tudni kell” “A Recipe for Trouble”                           | 1993. május 23.      | 1990. szeptember 25. | 605b         |
| Grammi főztje egyre több galibát okoz, így elhatározza, új fűszerekkel fog kísérletezni. Mikor egy új növényt fedez fel, eszébe sem jut, hogy három törpe terményeit dézsmálja meg.                                                |      |                                                                     |                      |                      |              |
| 56. | 9.   | „A keselyűk királynője” “Queen of the Carpies”                      | 1993. július 11.     | 1990. november 15.   | 607          |
| A Keselyű-király csőrmelegítő-keresés közben balesetet szenved, az uralkodói jelvényei Sunnihoz kerülnek. A keselyűk őt kezelik királynőjükként.                                                                                   |      |                                                                     |                      |                      |              |
| 57. | 10.  | „Megint Medvédiában” “True Gritty”                                  | 1993. szeptember 5.  | 1990. november 19.   | 611          |
| Medvédia vízkészlete elfogy. Míg Gruffi és Ursa a csővezetéket próbálja helyreállítani, Gritty és Cubbi lámákkal hordják a vizet. Ez azonban felkelti az emberek figyelmét.                                                        |      |                                                                     |                      |                      |              |
| 58. | 11.  | „Igthorn, a király” “King Igthorn: Part I”                          | 1993. szeptember 19. | 1990. november 27.   | 617          |
| Igthorn herceg látszólag eltűnik, a gumimacik üzennek a tengeren túlra az ősgumimacinak, hogy térjenek haza. Ám Igthorn visszatér, és legyőzi a gumimacikat.                                                                       |      |                                                                     |                      |                      |              |
| 59. | 12.  | „Igthorn trónfosztása” “King Igthorn: Part II”                      | 1993. szeptember 26. | 1990. november 28.   | 618          |
| Igthorn megszerezte Dunwyn-ban a hatalmat, övé a gumibogyószörp titka, az ősgumimacik egyre csak közelednek, és Gummi-völgy romokban hever. Vajon jóra fordul-e a végén minden?                                                    |      |                                                                     |                      |                      |              |
| 60. | 13.  | „Tummi szerelmes” “Tummi Trouble”                                   | 1993. augusztus 15.  | 1991. február 14.    | 613          |
| Igthorn herceg szerelmi bájitallal próbálja Lady Vészi kegyeit megnyerni. Egy baleset folytán azonban Gyagyás Tódi és Tummi is kap az italból.                                                                                     |      |                                                                     |                      |                      |              |
| 61. | 14.  | „Sunni megöregszik” “Rocking Chair Bear”                            | 1993. július 18.     | 1991. február 18.    | 608          |
| Lady Vészi ellopja Sunni maci fiatalságát, hogy megőrizze a sajátját. A gumimaciknak meg kell törniük a varázst, mielőtt túl késő lenne!                                                                                           |      |                                                                     |                      |                      |              |
| 62. | 15.  | „A fehér lovag visszatér” “Trading Faces”                           | 1993. augusztus 8.   | 1991. február 19.    | 612          |
| A Fehér Lovag újból Dunwyn-ba látogat. Igthorn herceg fogságba ejti, és az ő ruhájába bújik, hogy elrabolhassa Gregor királyt. |      |                                                                     |                      |                      |              |
| 63. | 16.  | „Győzzön a jobb” “May the Best Princess Win”                        | 1993. augusztus 29.  | 1991. február 20.    | 615          |
| A francia király meghívja Gregort és Kála királylányt, hogy a lázadó Besamell Márki főherceg fenyegetésére megoldást találjanak. Természetesen Mary és Kála királylányok közt ismét kitör a rivalizálás.                           |      |                                                                     |                      |                      |              |
| 64. | 17.  | „Szárnyakon Dunwyn felett” “Wings Over Dunwyn”                      | 1993. augusztus 22.  | 1991. február 21.    | 614          |
| Megérkeztek délről a pávattyú-óriásmadarak, akinek a tollait a gumimacik már régóta használják. Igthorn herceg légiflottát akar összeállítani a madarakból.                                                                        |      |                                                                     |                      |                      |              |
| 65. | 18.  | „Barbárok között” “The Rite Stuff”                                  | 1993. szeptember 12. | 1991. február 22.    | 616          |
| Medvédiában mindenki Buddi maci barbáravatójára készül. Kevin szintén vállalja a próbát, hogy bebizonyítsa, egy ember is ér annyit, mint egy barbár maci.                                                                          |      |                                                                     |                      |                      |              |